# British Film Institute
O British Film Institute (BFI) (Instituto de Cinema Britânico) é uma entidade filantrópica, estabelecida pela Carta Régia para:
Incentivar o desenvolvimento das artes cinematográficas, a televisão e a imagem em movimento em todo o Reino Unido, promover seu uso como um registo da vida e os costumes contemporâneos, para estimular o ensino sobre cinema, televisão e a imagem em movimento e sobre seu impacto na sociedade, promovendo o acesso e a valorização do cinema britânico e do cinema internacional, para cuidar e desenvolver colecções que reflectem a história e o património da imagem em movimento do Reino Unido.

## História
O BFI foi fundado em 1933. A fundação teve lugar na sequência de um relatório público, sobre o cinema e a vida nacional. Inicialmente, o BFI foi estabelecido como uma sociedade privada, mas ao longo de sua história, passou a receber fundos públicos. Após o relatório de Radcliffe em 1948, que recomendou que o BFI se centrasse apenas na apreciação da arte cinematográfica, em vez de produzir filmes. O BFI perdeu uma parte, para promover a produção cinematográfica, a favor da British Film Academy e também o controle da produção de filmes educativos em benefício do National Committee for Audio-Visual Aids in Education.
Em 1988, o BFI inaugurou em Londres, o Museum of the Moving Image (Museu do Cinema). Mas este museu não foi um sucesso no Reino Unido e o fechamento temporário em 1999, se tornou definitivo em 2002.
O Instituto recebeu a carta régia em 1983. Ele foi alterado em 2000, quando a Film Council foi criada para gerir as suas actividades.

## Actividades

### Arquivo cinematográfico
O Instituto de Cinema Britânico mantém o maior acervo cinematográfico do mundo, o BFI National Archive, anteriormente conhecido como National Film Library (1935–1955), National Film Archive (1955–1992) e National Film and Television Archive (1993–2006). O acervo contém mais de 50.000 filmes de ficção, 100.000 títulos não-ficcionais e cerca de 625 mil programas de televisão. A maior parte da colecção, são materiais britânicos, mas também possuem participações internacionais significativas de todo o mundo. O acervo também recolhe filmes que apresentam actores britânicos e obras de directores do Reino Unido.

### Cinema

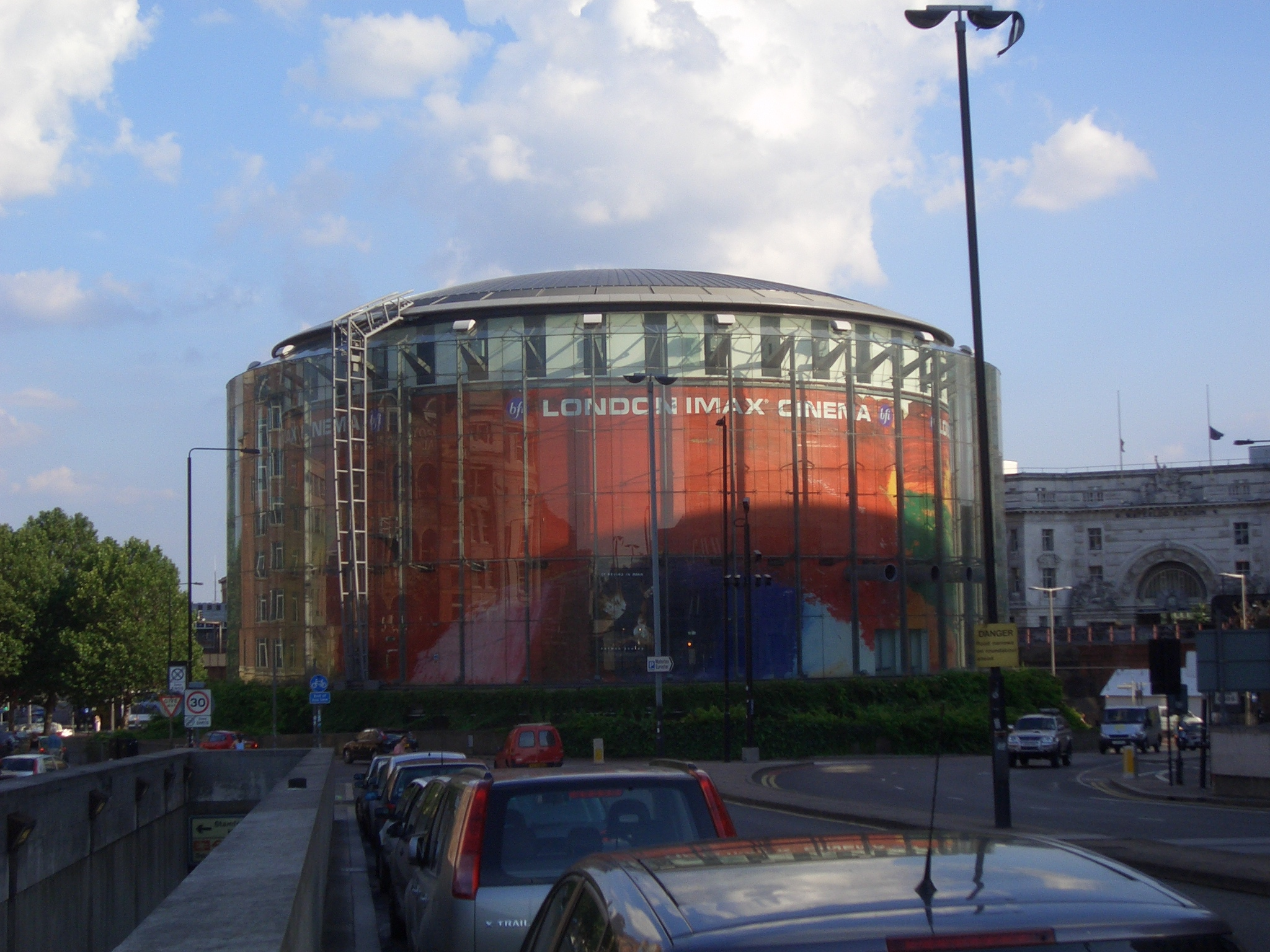
Cinema IMAX de Londres, de dia

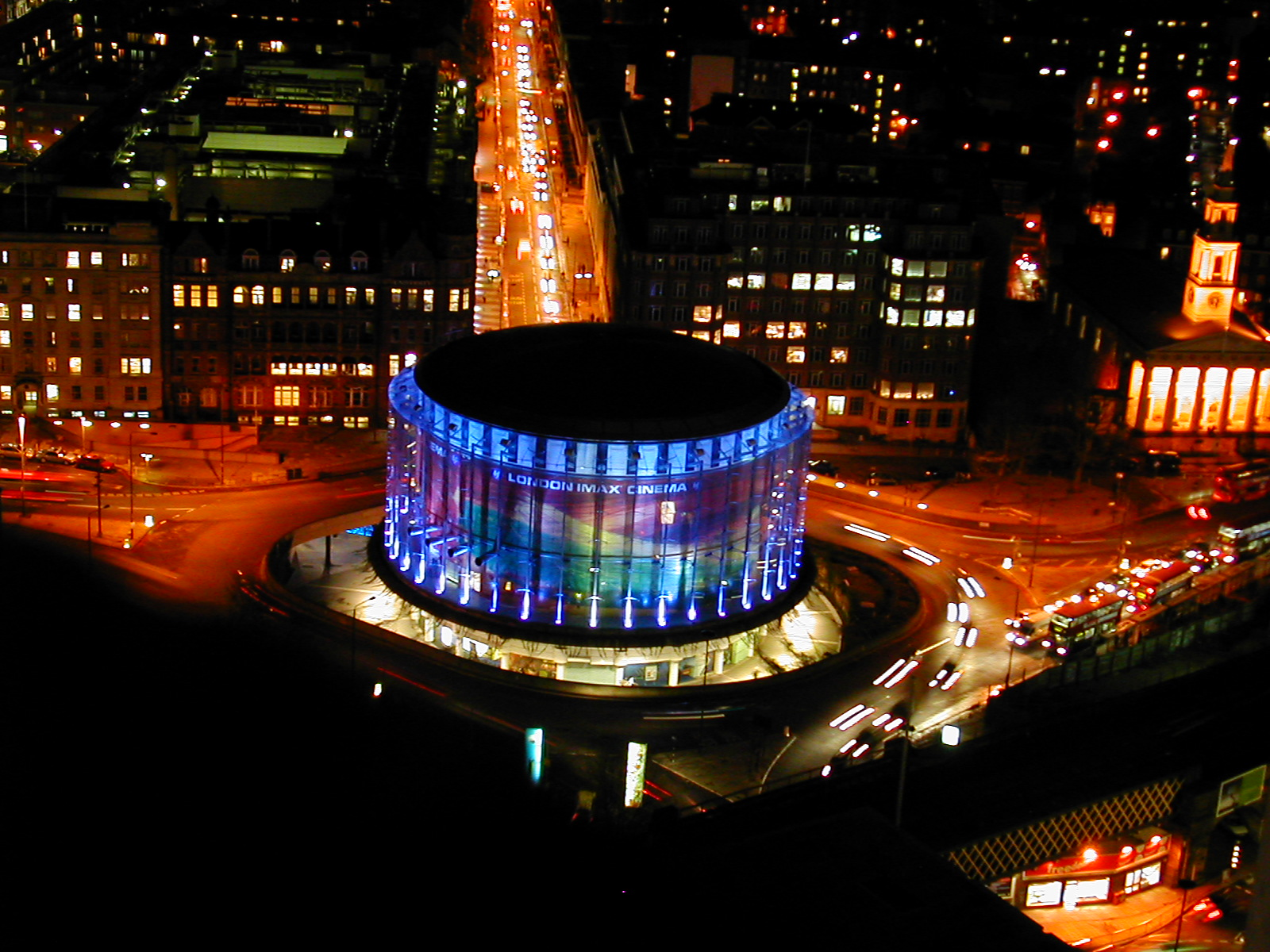
Cinema IMAX de Londres, a noite

O BFI dirige o BFI Southbank (anteriormente conhecido por: NFT - National Film Theatre), o principal repertório cinematográfico do Reino Unido e o cinema IMAX de Londres, ambos localizados na margem sul do Rio Tâmisa em Londres. A IMAX tem a maior tela de cinema do Reino Unido, e mostra recentes estreias populares e os curtas-metragens que exibem sua tecnologia, onde inclui projecções em 3D e 11.600 watts de som surround digital. O BFI Southbank (National Film Theatre) também mostra filmes de todo o mundo e filmes históricos e especializados, particularmente aclamados pela crítica, que de outra forma, não podem obter uma exibição no cinema. O BFI também distribui os arquivos de filmes culturais em outros locais, a cada ano.

### Educação
O BFI oferece uma série de iniciativas educacionais, para apoiar o ensino de formação cinematográfica e meios de comunicação social nas escolas. No final de 2012, o BFI recebeu apoio financeiro do Departamento de Educação do Reino Unido para criar a BFI Film Academy Network.

### Festivais
O BFI realiza o Festival de Cinema de Londres anual e também o o Festival de Cinema LGBT de Londres e o Festival de Cinema do Futuro.

### Outras actividades
O BFI publica a revista mensal Sight & Sound e também os DVDs dos filmes em Blu-ray e livros. Dirigindo a Biblioteca Nacional do BFI, uma biblioteca de referência, e mantém as bases de dados do SIFT (Summary of Information on Film and Television), que contém os créditos, sinopses e outros dados do cinema mundial e TV e também tem uma colecção substancial de cerca de 7 milhões de fotografias de cinema e TV.
O BFI coproduziu várias séries televisivas, com imagens do BFI National Archive, em parceria com a BBC:
- The Lost World of Mitchell & Kenyon
- The Lost World of Friese-Greene
- The Lost World of Tibet

## Chefes da organização

### Presidentes do Conselho de Governadores do BFI
- George Leveson-Gower, V duque de Sutherland (1933–1936)
- Sir Charles Cleland (1936–1937)
- Sir George Clerk (1938–1939)
- William Brass, I Barão de Chattisham (1939–1945)
- Patrick Gordon Walker (1946–1948)
- Cecil Harmsworth King (1948–1952)
- S. C. Roberts (1952–1956)
- Sylvester Gates (1956–1964)
- Sir William Coldstream (1964–1971)
- Sir Denis Forman (1971–1973)
- Lord Lloyd of Hampstead (1973–1976)
- John Freeman (1976–1977)
- Enid Wistrich (Representação) (1977–1978)
- Sir Basil Engholm (1978–1981)
- Richard Attenborough (1982–1992)
- Jeremy Thomas (1993–1997)
- Sir Alan Parker (1998–1999)
- Joan Bakewell (1999–2002)
- Anthony Minghella (2003–2007)
- Roger Laughton (Representação) (2008)
- Greg Dyke (2008– )

### Dirigentes do BFI
- J. W. Brown (1933–1936)
- Oliver Bell (1936–1949)
- Denis Forman (1949–1955)
- James Charles Frederick Quinn (1955–1964)
- Stanley Reed (1964–1972)
- Keith Lucas (1972–1978)
- Anthony Smith (1979–1987)
- Wilf Stevenson (1988–1997)
- Jane Clarke (Representação, 1997)
- John Woodward (1998–1999)
- Jon Teckman (1999–2002)
- Adrian Wootton (Representação, 2002–2003)
- Amanda Nevill (2003–presente)